# حسین ملایمی
حسین ملایمی (زاده ۱۳۶۱، شیراز) کارگردان انیمیشن و طراح اهل ایران است.

## زندگی
ملایمی دانش‌آموخته رشته نقاشی از هنرستان هنرهای زیبای پسران کرج در سال (۱۳۷۹)، کارشناسی گرافیک از دانشگاه سوره در سال (۱۳۸۵) و کارشناسی ارشد انیمیشن دانشکده سینما و تئاتر دانشگاه هنر تهران (۱۳۸۹) است.در سال ۲۰۲۵، انیمیشن کوتاه «در سایه‌ی سرو» که کارگردانی آن را به‌طور مشترک با همسرش بر عهده داشت، موفق شد جایزه بهترین انیمیشن کوتاه نود و هفتمین دوره جوایز اسکار را از آن خود کند. این موفقیت، اولین جایزه اسکار در تاریخ انیمیشن ایران محسوب می‌شود.

در سایه سرو برندهٔ جایزهٔ بهترین انیمیشن کوتاه نودهفتمین دوره اسکار

## افتخارات و جوایز[۳][۴][۵]
| سال                                              | برای فیلم    | جشنواره                                                                                   | در بخش                                                                         | نتیجه     | منبع        |
| ------------------------------------------------ | ------------ | ----------------------------------------------------------------------------------------- | ------------------------------------------------------------------------------ | --------- | ----------- |
| ۲۰۲۴- -۲۰۲۵                                      | در سایه سرو  | نود و هفتمین دوره جوایز اسکار                                                             | بهترین پویانمایی کوتاه                                                         | برنده     | [ ۶ ] [ ۷ ] |
| ۲۰۲۴- -۲۰۲۵                                      | در سایه سرو  | چهل و یکمین جشنواره بین‌المللی فیلم کوتاه تهران (Tehran International Short Film Festival) | بهترین فیلم پویانمایی در بخش مسابقه ملی                                        | برنده     | [ ۸ ]       |
| ۲۰۲۴- -۲۰۲۵                                      | در سایه سرو  | جشنواره فیلم ترایبکا                                                                      | بهترین پویانمایی کوتاه                                                         | برنده     | [ ۹ ]       |
| ۲۰۲۴- -۲۰۲۵                                      | در سایه سرو  | جشنواره بین‌المللی فیلم انیمایو                                                            | جایزه بزرگ هیئت داوران برای بهترین فیلم بین‌المللی                              | برنده     | [ ۱۰ ]      |
| ۲۰۲۴- -۲۰۲۵                                      | در سایه سرو  | سیزدهمین جشنواره بین‌المللی انیمیشن تهران (Tehran International Animation Festival)        | بهترین انیمیشن، بهترین طراحی شخصیت، بهترین انیماتورها و دیپلم افتخار بین‌المللی | برنده     | [ ۱۱ ]      |
| ۲۰۲۴- -۲۰۲۵                                      | در سایه سرو  | بیست و هشتمین جشنواره فیلم کوتاه لس‌آنجلس (LA Short Film Festival)                         | بهترین انیمیشن                                                                 | برنده     | [ ۱۲ ]      |
| ۲۰۲۴- -۲۰۲۵                                      | در سایه سرو  | چهل و هفتمین جشنواره بین‌المللی فیلم دراما (Drama International Film Festival)             | بهترین انیمیشن                                                                 | برنده     | [ ۱۳ ]      |
| ۲۰۲۴- -۲۰۲۵                                      | در سایه سرو  | جشنواره بین‌المللی فیلم انیمیشن انسی                                                       | جایزه کریستال برای بهترین فیلم کوتاه                                           | نامزد شده | [ ۱۴ ]      |
| ۲۰۲۴- -۲۰۲۵                                      | در سایه سرو  | پنجاه و دومین دوره جوایز آنی                                                              | جایزه آنی برای بهترین موضوع پویانمایی کوتاه                                    | نامزد شده | [ ۱۵ ]      |
| ۲۰۲۴- -۲۰۲۵                                      | در سایه سرو  | جشنواره بین‌المللی فیلم ملبورن                                                             | جایزه شهر ملبورن                                                               | نامزد شده | [ ۱۶ ]      |
| ۲۰۲۴- -۲۰۲۵                                      | در سایه سرو  | جشنواره بین‌المللی فیلم کوتاه کلرمون-فران                                                  | جایزه Canal+                                                                   | نامزد شده | [ ۱۷ ]      |
| ۲۰۲۴- -۲۰۲۵                                      | در سایه سرو  | هشتادمین جشنواره فیلم ونیز                                                                | جایزه افق‌های ونیز برای بهترین فیلم کوتاه                                       | نامزد شده | [ ۱۸ ]      |
|                                                  | بدو رستم بدو | بیستمین جشن بزرگ سینمای ایران                                                             | دیپلم افتخار بهترین انیمیشن                                                    | برنده     | [ ۲۰ ]      |
| جشنواره بین المللی فیلم های کودک و نوجوان اصفهان | بدو رستم بدو | بهترین انیمیشن بخش بین الملل                                                              | برنده                                                                          |           |             |
| دهمین دوسالانه بین المللی پویانمایی تهران        | بدو رستم بدو | تندیس طلایی بهترین پویانما                                                                | برنده                                                                          | [ ۲۱ ]    |             |
| ششمین جشنواره بین المللی فیلم شهر                | بدو رستم بدو | بهترین کارگردانی                                                                          | برنده                                                                          |           |             |
| ششمین جشنواره بین المللی فیلم شهر                | بدو رستم بدو | بهترین فیلم انیمیشن                                                                       | کاندید شده                                                                     |           |             |
| ششمین جشنواره بین المللی فیلم شهر                | بدو رستم بدو | بهترین انیماتور                                                                           | کاندید شده                                                                     |           |             |
| دهمین جشن بزرگ انیمیشن ایران                     | بدو رستم بدو | بهترین کارگردانی                                                                          | برنده                                                                          |           |             |
| دهمین جشن بزرگ انیمیشن ایران                     | بدو رستم بدو | بهترین فیلم                                                                               | کاندید شده                                                                     |           |             |
| سی و پنجمین جشنواره بین المللی فیلم کوتاه تهران  | بدو رستم بدو | بهترین فیلم انیمیشن(طبق آرای تماشاگران )                                                  | برنده                                                                          |           |             |

## حرفه[۲۲]
- بنیانگذار استودیو برفک (سال تاسیس 1393)
- فعالیت در زمینه ساخت انیمیشن دوبعدی در شرکت انیمیشن هفت نما (استودیو قلقلک) به مدیریت سعید ترخانی، بهمن 1382 تا تیر 1384
- مشارکت در ساخت تیزر و کلیپ های بیستمین جشنواره بین المللی فیلمهای کودکان و نوجوانان اصفهان 1384
- فعالیت به عنوان دبیر سرویس بین الملل و ترجمه در فصلنامه هنری خط خطی 1385
- فعالیت در مرکز مطالعات و تولیدات فیلم انیمیشن وابسته به حوزه هنری سازمان تبلیغات اسلامی در سمت مسئول طراحی لباس، سلاح و آکساسوار برای کاراکترهای پروژه سینمایی انیمیشن “نیروی صلح” به کارگردانی برزو رفیعی پور 1386
- از موسسین استودیو برفی (سال تاسیس 1388)

- موسس  و اولین دبیر انجمن علمی انیمیشن دانشگاه هنر تهران 1386

درسایه سرو انیمیشن کوتاه ایرانی محصول ۱۴۰۲ به کارگردانی مشترک شیرین سوهانی و حسین ملایمی
بدو رستم بدو انیمیشن کوتاه ایرانی محصول ۱۳۹۵

### آثار
- درسایه سرو :کارگردان،تهیه کننده، طراح کاراکتر، طراح فضا و بک گراند، لی آوت و طراحی پزهای لی آوت
- سوسک کوچک: کارگردان، طراح کاراکتر، فضا و استوری بورد
- کرماندو: طراح کاراکتر، طراح فضا و بک گراند، لی آوت و طراحی پزهای لی آوت
- خط قرمز: طراح کاراکتر و استوری بورد، لی آوت و طراحی پز، سرپرست انیماتورها، تدوین
- سریال همسایه‌ها: کارگردان هنری، طراح شخصیت و پز
- سریال پهلوانان: کارگردان، طراح کاراکتر
- تدوین فیلم انیمیشن کوتاه پنکه به کارگردانی شیرین سوهانی ۱۳۹۳

## دستاوردها
- اسکار کارگردانان برنده جایزه اسکار بهترین پویانمایی کوتاه برای در سایه سرو در ۲۰۲۵[۲۴][۲۵][۲۶]

## برای مطالعهٔ بیشتر
- «استودیو برفک».
- «جشنواره انیمه تهران».
- گفت‌وگو با دو نامزد ایرانی اسکار ۲۰۲۵ برای بهترین انیمیشن کوتاه